# Lava Creek Tuff

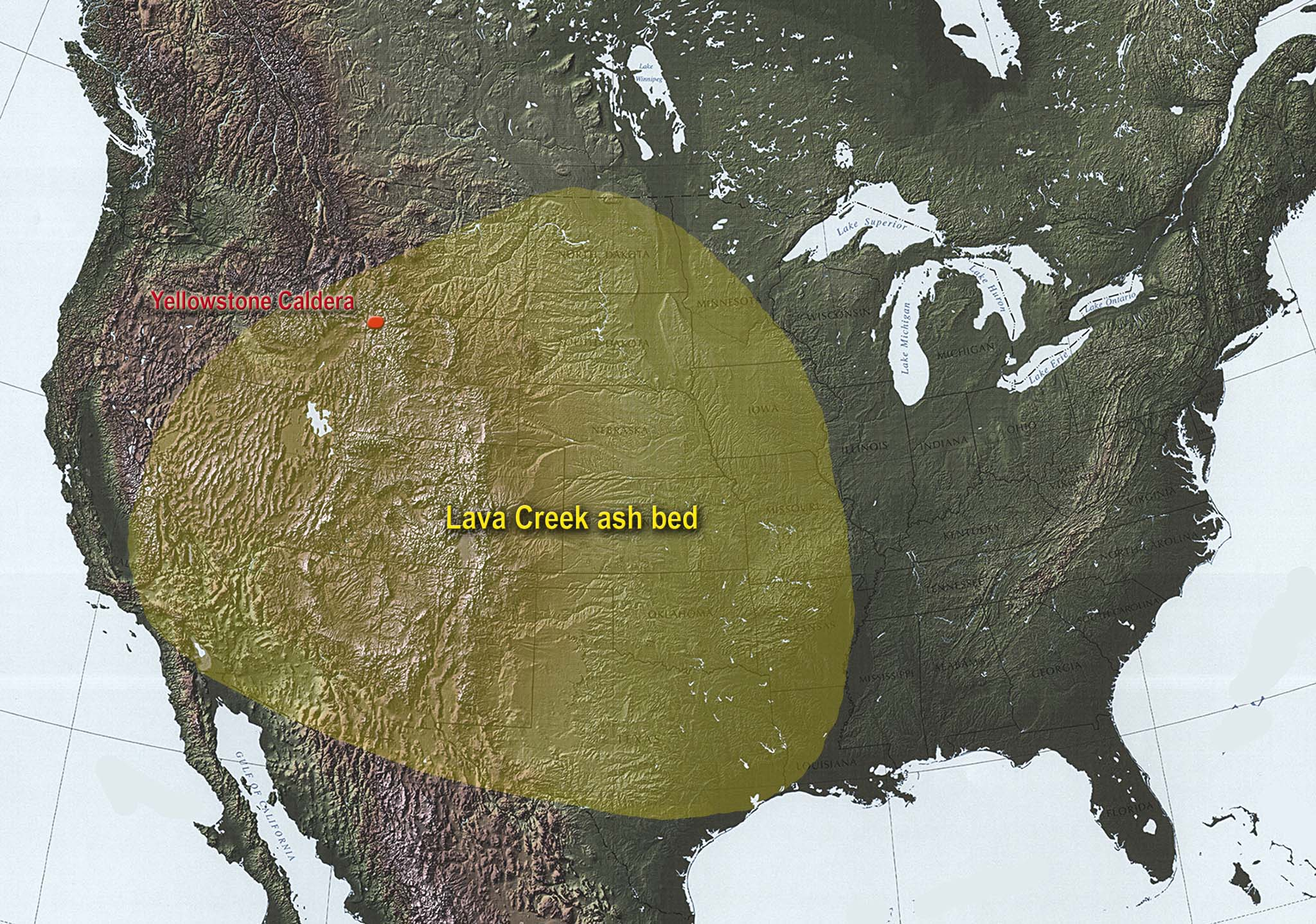
Estensione del letto di ceneri del Lava Creek.

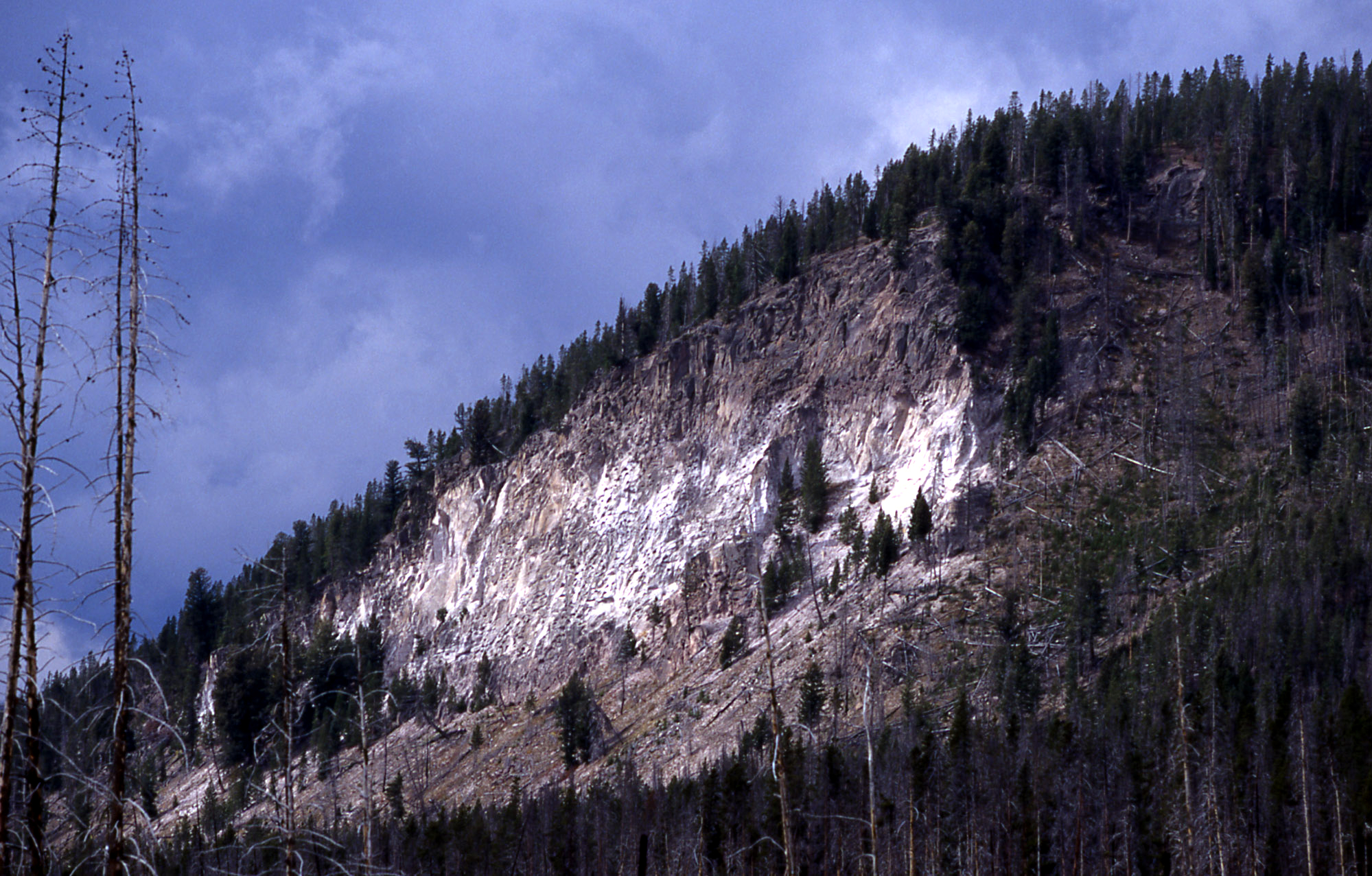
L'erosione della scogliera del Tuff Cliff mette in mostra la formazione tufacea del Lava Creek Tuff.

Il Lava Creek Tuff è una formazione di tufo che è presente negli Stati del Wyoming, Montana e Idaho (Stati Uniti d'America) e che si è formata durante l'eruzione del Lava Creek avvenuta circa 630.000 anni fa e che ha dato luogo alla formazione della caldera di Yellowstone.
Il Lava Creek Tuff ha una distribuzione radiale attorno alla caldera ed è costituito da 1 000 km³ (240 cu mi) di ignimbrite.
Il tufo che lo compone risulta esposto da fenomeni di erosione nella parete del Tuff Cliff, lungo il corso del fiume Gibbon River.
La colorazione del tufo del Lava Creek Tuff varia dal grigio chiaro al rosso pallido. La tessitura della roccia varia da una grana fine a afanitica e risulta densamente saldata. Lo spessore massimo dello strato di tufo è di circa 180–200 m (590–660 ft).